# Müco
Müco is een historisch motorfietsmerk. De bedrijfsnaam was Müco: Motorradfabrik, van  Paul Müller & Co, gevestigd in Augsburg 1921-1924. De Müco was eigenlijk een 118 cc clip-on motor, die naast het achterwiel van een fiets moest worden gebouwd, maar er werden ook complete 'motorfietsen' met een versterkt fietsframe geleverd.